# De afrekening (verhaal)
De afrekening is een detectiveverhaal geschreven door de Amerikaan Richard Matheson in 1970. De Nederlandse vertaling verscheen in de serie Bruna FeH in 1976 in de bundel met de titel Nat stro en andere griezelverhalen. Matheson is vooral bekend om horrorverhalen. 

## Het verhaal
Hollister is een van de bazen van Hollister & Ware. Hij heeft een hekel aan zijn medewerker Rex Chappel. Het enige goede aan hem is diens mooie vrouw Amanda. Hollister besluit om Rex te vermoorden en hem te treffen in belangrijkste reden van zijn jaloersheid: de viriliteit van Rex. Om te zorgen dat Rex naar huis gaat geeft Hollister hem werk mee naar huis. Als Rex en Amanda ’s avonds een vrijpartijtje houden, schiet Hollister hem van buitenaf neer. Hij heeft de perfecte misdaad begaan, geen enkel spoor zal naar hem leiden. 

Hollister gaat vervolgens een blokje om en belt na twee uur met een onschuldig gezicht bij Amanda aan. Hij verzoekt daarbij of zij haar man kan roepen, want hij heeft die stukken die avond nog nodig. Amanda laat hem binnen. Ze schenkt hem een glas vol en merkt plompverloren op: Ik heb de politie niet gebeld. Hollister krijgt het benauwd. Zijn situatie wordt er niet beter op als zij zegt: Neem me; je hebt hem vermoord en nu moet jij me bevredigen. Als de vrijpartij begint en Amanda zich steeds vaster aan Hollister klampt hoort hij gestamel boven. Ze schreeuwt het uit: Zorg dat hij me niet te pakken krijgt. Als ten slotte de slaapkamerdeur opengaat schreeuwt Hollister het van angst uit. Voor de naar binnen stappende politieman is het vervolgens eenvoudig een bekentenis los te krijgen. Hij was blij met de methode van Amanda, want hij zag zelf geen mogelijkheid de misdaad op te lossen.  